# Pyke Koch

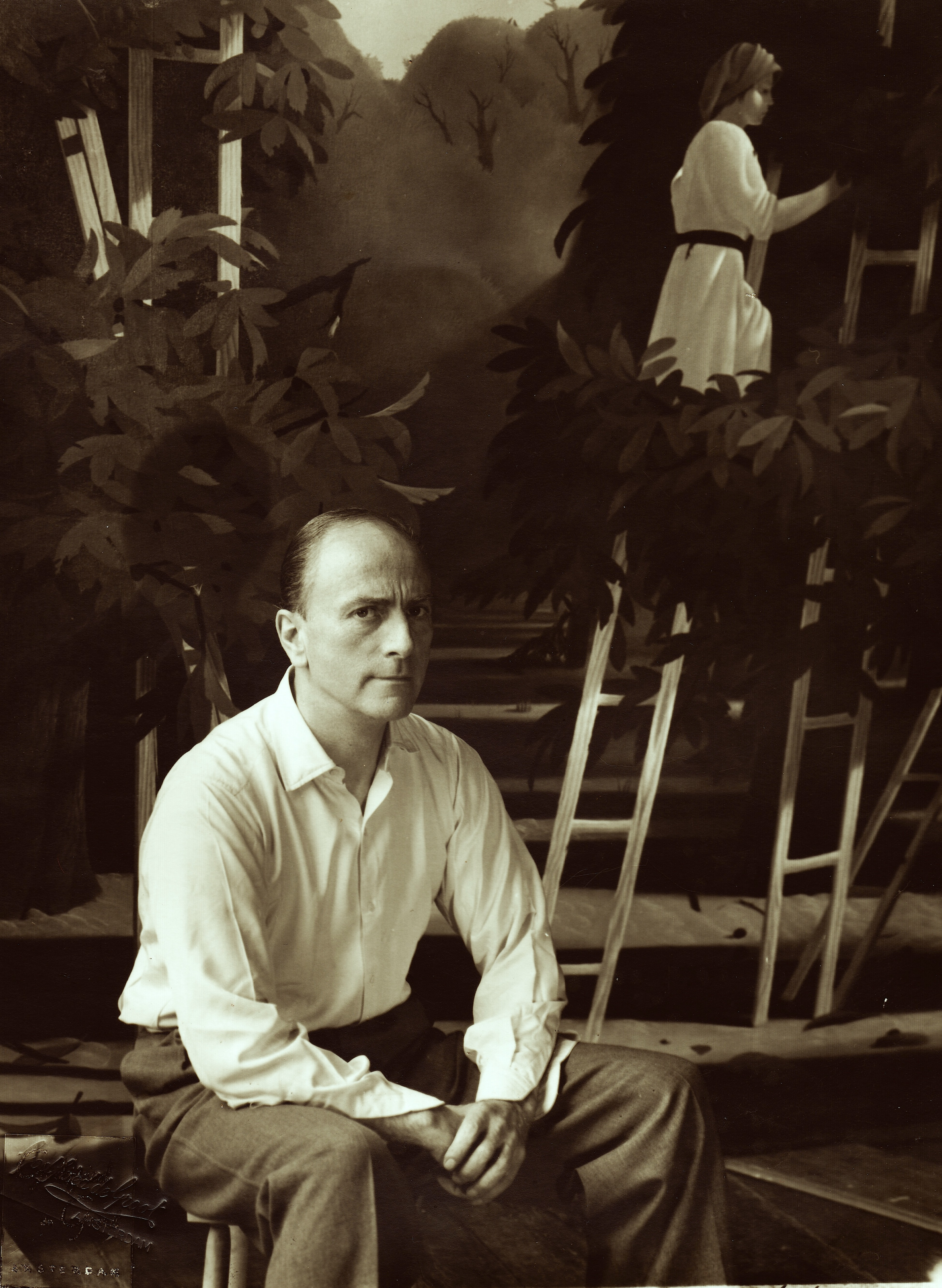
1955: Koch in seinem Atelier. Im Hintergrund De oogst (die Ernte) aus 1953.

Pieter Frans Christiaan „Pyke“ Koch (* 15. Juli 1901 in Beek; † 27. Oktober 1991 in Wassenaar) war ein Kunstmaler aus den Niederlanden.

## Leben
Koch war ein Sohn des Allgemeinmediziners Pieter Frans Christiaan Koch( Petrus Franciscus Christiaan Koch; 1861–1937) und dessen Frau Wilhelmina Petronella (geborene van Leeuwen Boomkamp; 1866–3. Juli 1922). Er besuchte das Gymnasium im nahegelegenen Nijmegen, wo er von seinen Mitschülern den Spitznamen „Pyke“ erhielt, den er später auch als Vornamen nutzte. Er kam schon nach wenigen Jahren auf ein Jungeninternat nach Zetten und später nach Zeist. 1920 schrieb er sich als Jurastudent an der Universität Utrecht ein und wurde Mitglied des Utrechter Studentenkorps. Er trat als Geiger im studentischen Orchester „Zigane“ (Zigeuner) auf. An der Universität freundete er sich mit dem Kunsthistoriker und Musiker Hans Philips, dem späteren Schriftstellerin Cola Debrot und mit dem Zahnarzt Taecke Botke an, der später ein Sammler von Kochs Werken wurde. 1927 brach er das Studium kurz vor der Abschlussprüfung ab, da er sich entschlossen hatte, Maler zu werden.
Er war Autodidakt, las Bücher, hörte Vorlesungen über die Technik der Malerei und ließ für seine Studien sich von Erich Wichmann beraten. Im Jahr 1928 stellte er erstmals bei „De Onafhankelijken“ (Die Unabhängigen) im Stedelijk Museum in Amsterdam zwei Bilder Dolores’ ontbijt und Vrouw met grammofoon aus. In seinem Frühwerk zeigt sich der Einfluss der Neuen Sachlichkeit (niederländisch Nieuwe Zakelijkheid) und des Surrealismus. Er verwendete auch Maltechniken und Motive der frühen italienischen Renaissance und flämischer Maler des 15. Jahrhunderts. Bereits 1931 kaufte eine angesehene Person aus Rotterdam sein Bildnis der Schießbude und schenkte es dem Museum Boijmans Van Beuningen. Sein Studienfreund Cola Debrot, der von der Insel Bonaire gekommen war und mit dem er eine Wohnung teilte, wurde später ein bedeutender Politiker der Niederländischen Antillen.
1928 und 1930 besuchte er mehrfach Italien und geriet schließlich auch durch Ernst Voorhoeve, den Onkel seiner Frau, in den Kreis des ursprünglich flämischen faschistischen Vereins Verdinaso, für deren Zeitschriften er einige Artikel und Zeichnungen anfertigte. In dieser Zeit malte Koch vorzugsweise Szenen aus den Randgebieten der Gesellschaft. Straßenszenen in Slums, ein Urinal, den Jahrmarkt und Prostituierte. 1934 lebte er ein Jahr in Den Haag. Während des Zweiten Weltkriegs schloss er sich der von der deutschen Besetzung ins Leben gerufenen Kulturkammer an, was ihm den Vorwurf der Kollaboration einbrachte. Deshalb geriet Koch in Verruf und wurde so gut wie vergessen. Sein letztes Werk, das dritte der Serie De koorddanser (Der Seiltänzer), schuf er 1980, als er bereits ein ziemlich zurückgezogenes Leben in Utrecht führte.

## Familie
Koch wuchs mit drei älteren Schwestern in einer alten Villa in Beek auf. Die Familie hatte ein breites kulturelles Interesse, insbesondere an der Musik. Mütterlicherseits gehörten mehrere Geistliche und Musiker zur Familie. Er heiratete am 7. Mai 1934 Hedwig Maria „Heddy“ (geborene de Geer, 1905–1988), eine Tochter des Politikers Dirk Jan de Geer, mit der er zwei Söhne hatte:
- Peter (Piet) Koch
- Floris Koch

Seine Schwestern waren
- Hermina Carolina Koch (* 1888)
- Johanna Maria Margaretha Koch (* um 1892)
- Catharina Constance Koch (*um 1895)

## Werk
Koch war seit seiner Jugend ein Anhänger der Filmkunst des deutschen Expressionismus. Er war ein Feinmaler, der mit einem glatten Pinselstrich realistische Vorstellungen malte. Er schätzte auch das Werk des Carel Willink. Wie jener, sah er sich als Vertreter des Magischen Realismus. Noch stärker wurde Koch von den Meistern der italienischen Renaissance inspiriert, namentlich Andrea Mantegna und Piero della Francesca. Surrealistische, entfremdende Züge, wie bei Willink, weisen Kochs Werke eher selten auf. Die Themen seiner von starkem Farbkontrast geprägten Gemälde und Zeichnungen liefen stark auseinander. Er machte erotische Frauenporträts, aber auch (1960) ein Porträt des in Auschwitz umgebrachten Geistlichen Titus Brandsma; Szenen von Prostituierten und deren Wohnvierteln; Aktionsbilder von Kirmesartisten; Stillleben, Landschaften; auch entwarf er Bühnenbilder und Briefmarken. Da Koch sich für ein Gemälde oft sehr viel Zeit nahm, und auch viele der eigenen Werke vernichtet hat, hat er nur knapp 100 Gemälde hinterlassen, die nach seinem Tode immer mehr Anerkennung fanden.

## Werke (Auswahl)
- 1929: Porträt der Asta Nielsen[3]
- 1930: Mercedes von Barcelona
- 1931: Bertha von Antwerpen
- 1931: De Schiettent (Die Schießbude)
- 1937: Zelfportret met zwarte band (wird als Bekenntnis zum Faschismus interpretiert)[4]

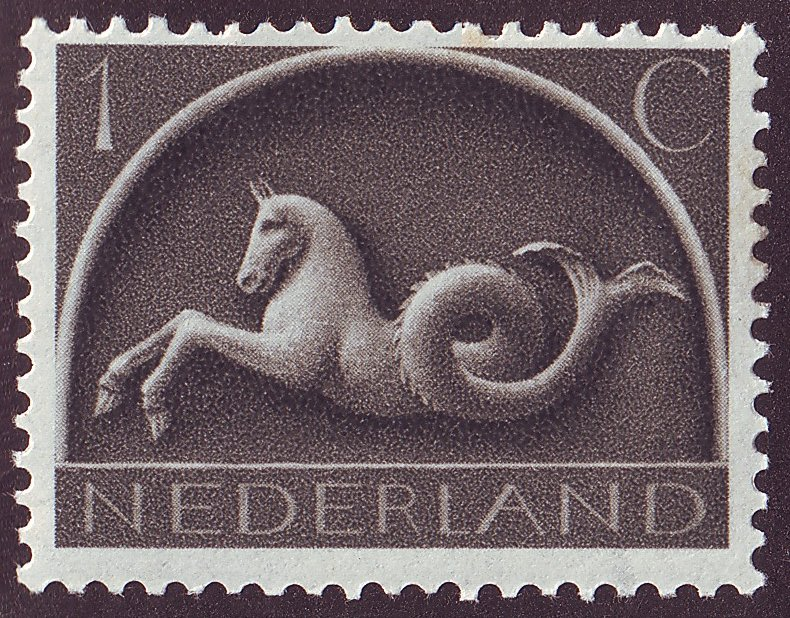
Wasserpferd
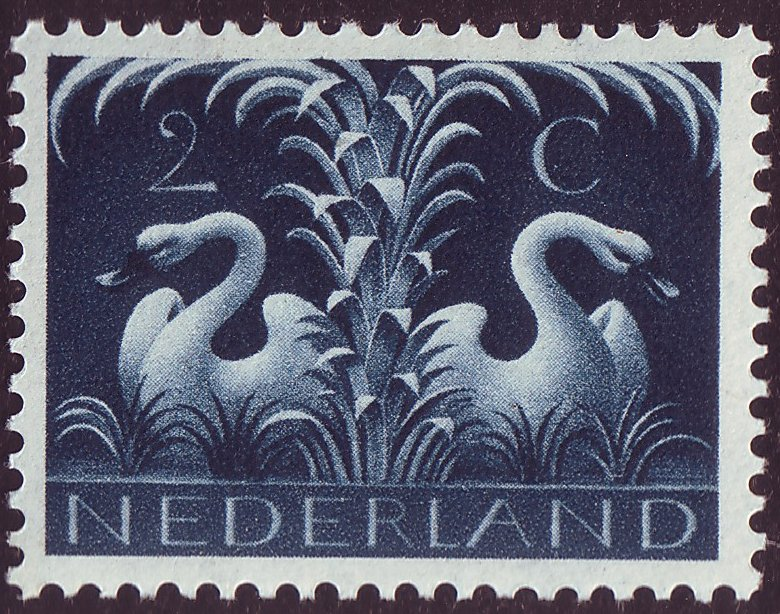
Schwäne
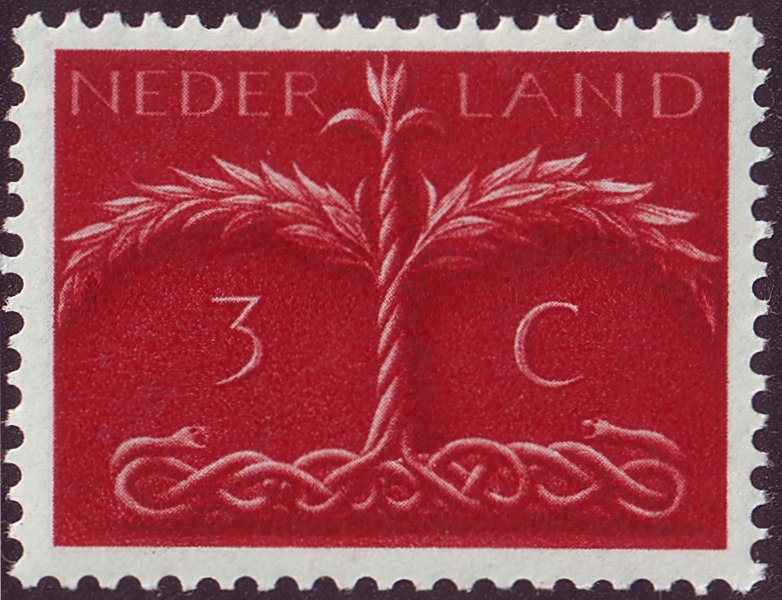
Schlangenbaum
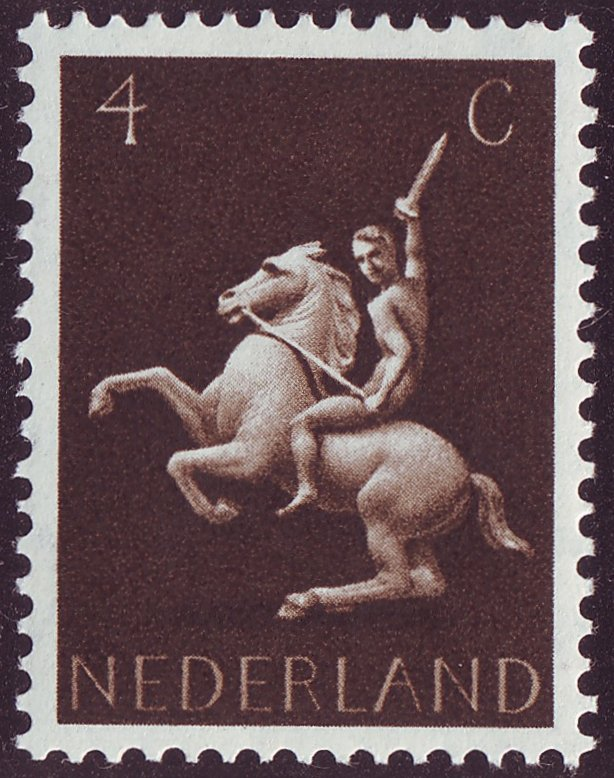
Reiter
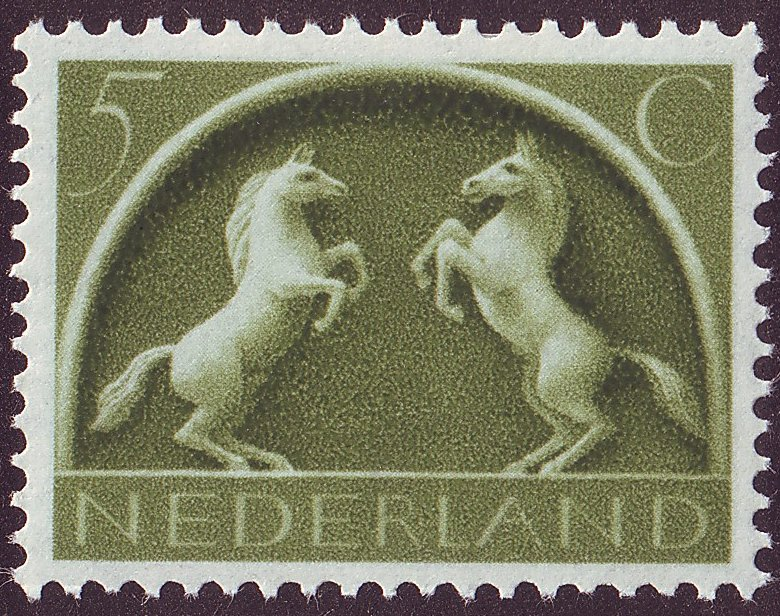
Sächsische Pferde